# Monts Ochil
Les monts Ochil (/oʊxəl/ ;  ; anglais : Ochil Hills ; gaélique écossais : Monadh Ochail) sont une chaîne montagneuse située au Royaume-Uni, en Écosse, au sud des Highlands. Son point culminant est le Ben Cleuch (en) avec 721 mètres d'altitude.

## Toponymie
Le nom Ochil, enregistré sous le nom de Okhel au XIIIe siècle, est d'origine picte,, probablement de l'adjectif ogel signifiant « une crête ». Il est moins vraisemblable que le nom ait pour origine l'adjectif gallois uchel signifiant « haut, grand ».
Le nom Ochil se retrouve dans le nom du stade de football Ochilview Park situé dans la ville de Stenhousemuir et utilisé par le Stenhousemuir FC et l'East Stirlingshire.

## Géographie

### Situation, topographie
La situation géographique des monts Ochil est un polygone délimité par les villes de Stirling, Alloa, Kinross, Auchterarder et Perth, situé donc juste au nord la vallée du Forth.
La chaîne compte de nombreuses ravines, dont les plus célèbres sont celles où est installée la ville de Dollar et le Silver Glen (en). La vallée du Gleneagles se trouve dans les monts Ochils, célèbre pour l'hôtel Gleneagles, qui accueillit en juillet 2005 le 31e sommet du G8.

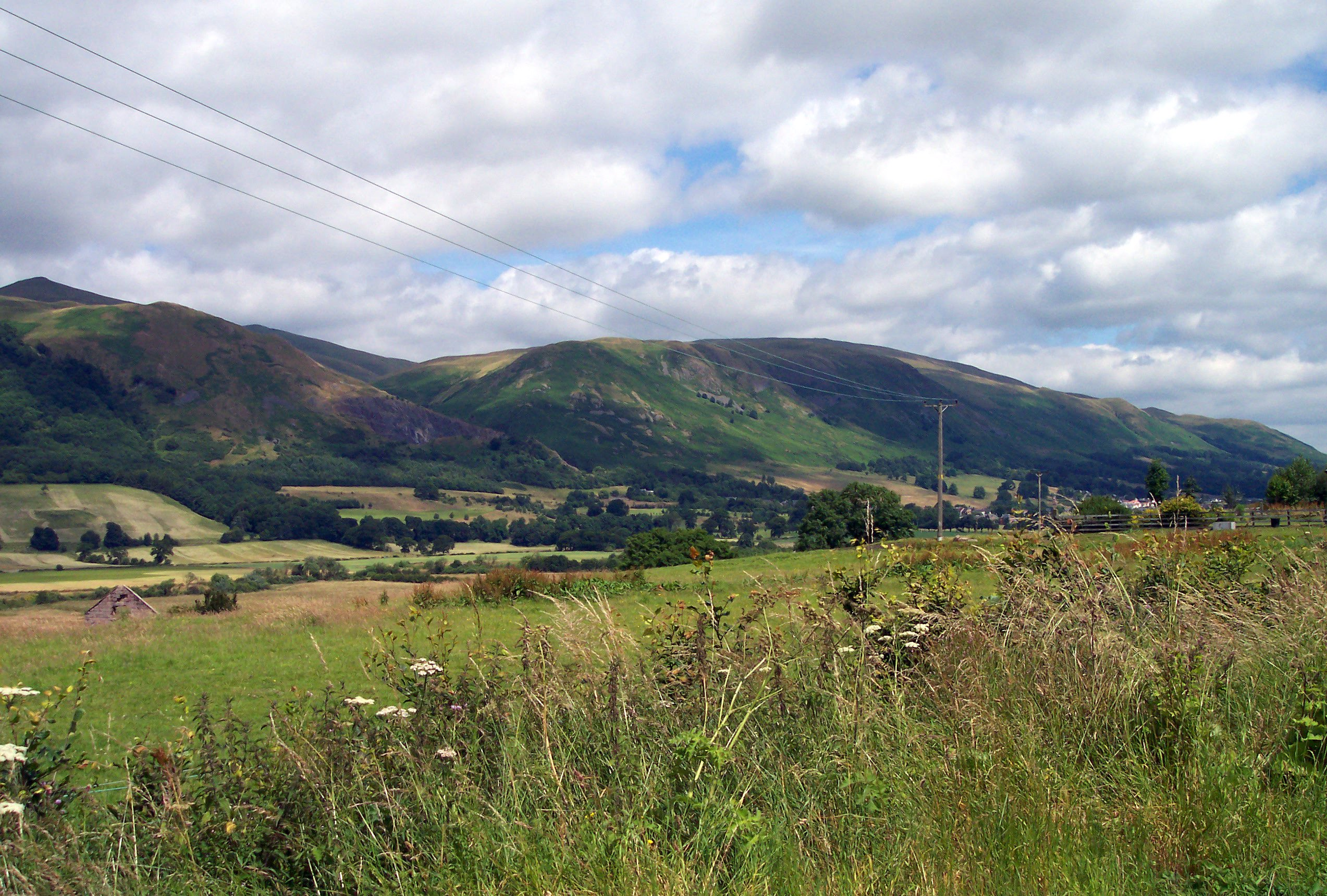
Les monts Ochil vus du sud-ouest de Tillicoultry ; au premier plan, de gauche à droite, Wood Hill (525 m) et Elistoun Hill (497 m).
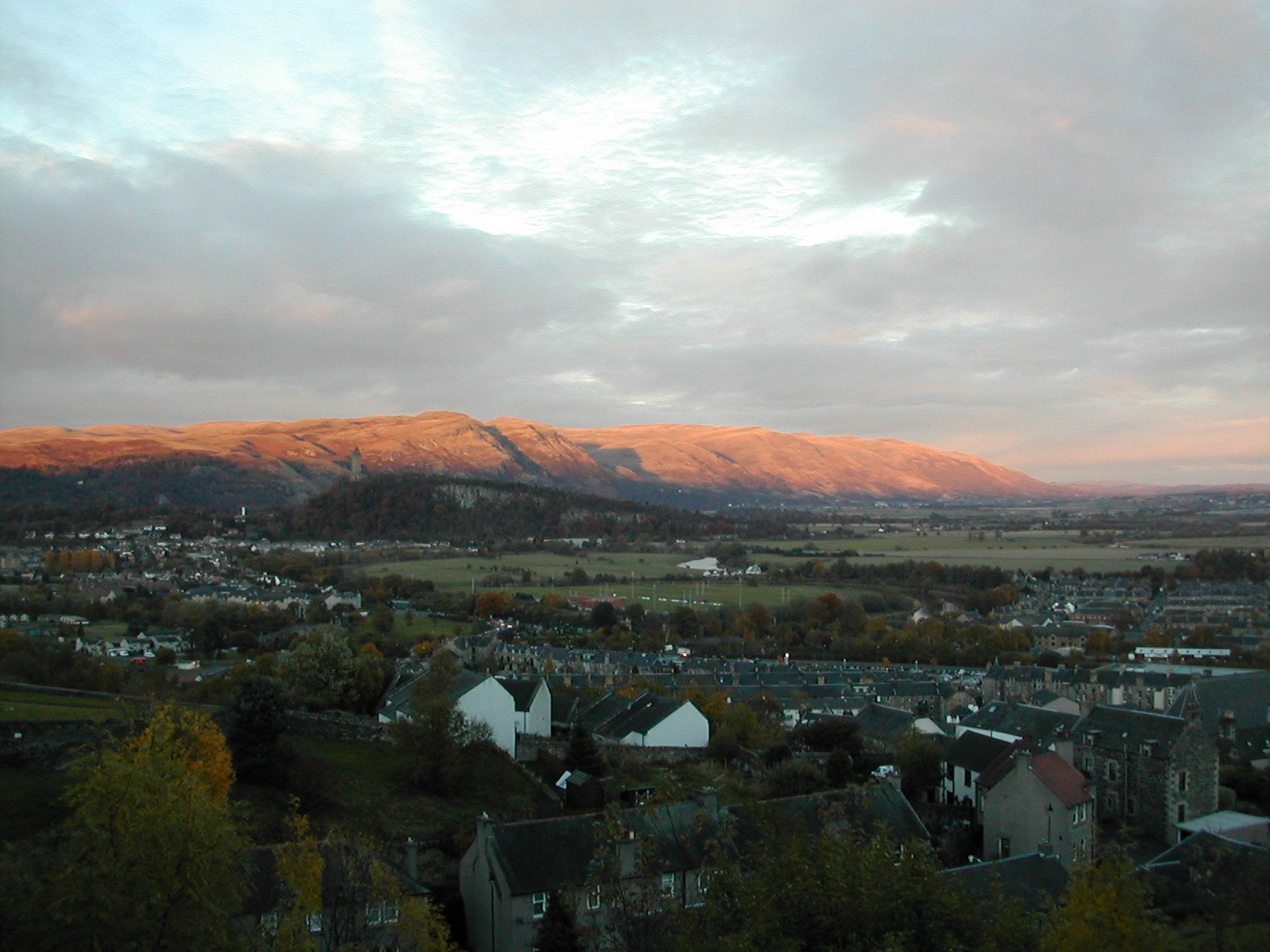
Les monts Ochil vus depuis le château de Stirling.
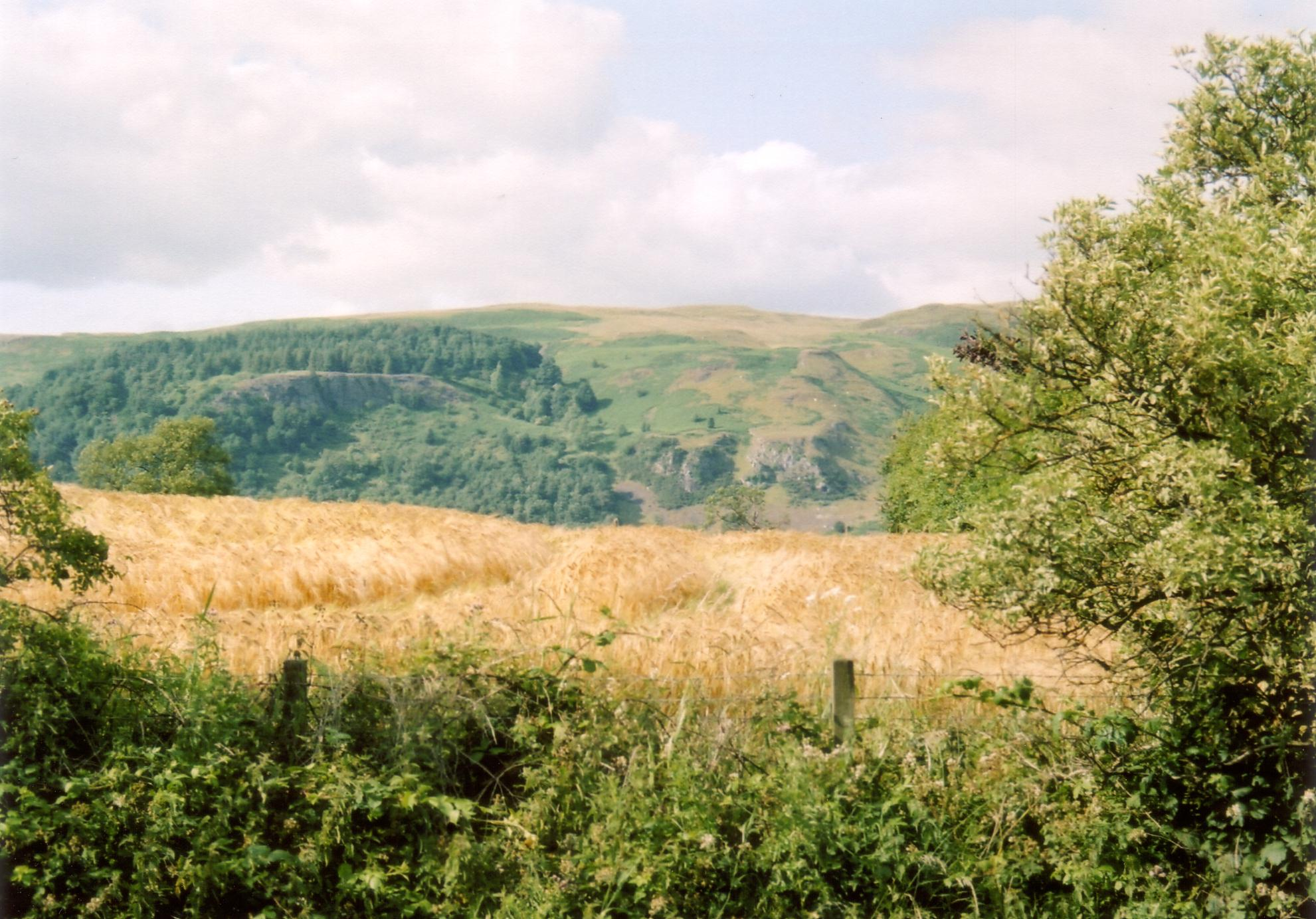
Les monts Ochil vus depuis la route d'Alloa, en direction de Tullibody.

### Géologie
Les Ochils sont formés d'un épais bloc de roches volcaniques et volcano-sédimentaires du Dévonien, s'élevant au nord, des roches sédimentaires inférieures des vieux grès rouges au nord et se terminant au sud par la grande faille d'Ochil qui descend vers le sud.
La formation volcanique d'Ochil, une sous-unité du groupe d'Arbuthnott-Garvock, se compose de laves basaltiques-andésitiques et trachyandésitiques et de types de roches apparentées qui se sont formées au cours du Dévonien précoce. Certaines parties des pentes inférieures du côté nord, autour de Blackford et Auchterarder, sont constituées d'un conglomérat volcanique. Il est pénétré par de nombreux dykes de microdiorite d'âge silurien/dévonien qui font partie de la suite de dykes calco-alcalins siluro-dévoniens de Grande-Bretagne du Nord. On trouve également des intrusions de caractère mafique et felsique. L'ensemble du massif est fortement faillé, certaines vallées comme Alva Glen et Glen Sherup ayant été érodées le long de ces lignes. La tillite glaciaire couvre une grande partie du sous-sol autour et à l'intérieur du massif et des accumulations de tourbe se produisent sur la surface du plateau, en particulier à l'ouest.